# Legnagyobb vulkánkitörések listája
A legnagyobb vulkánkitörések listája egy adatsor azokról a nagyobb földi vulkánkitörésekről, amelyek elérték legalább a vulkánkitörési index (VEI) szerinti 6-os erősséget, vagy az ezzel egyenértékű kén-dioxid kibocsátást a negyedidőszakban.
Egyes kitörések lehűlést, világméretű éghajlatváltozást, vagy akár vulkáni telet is okoztak – a kén-dioxid kibocsátás, vagy a kitörés nagysága szerint. A holocén korszak előtti becslési értékek kevésbé szigorúak, mert az adatok elérhetősége szűkös, mivel a későbbi kitörések megsemmisítették a bizonyítékokat. A paleogén időszak utáni ismert nagy kitörések itt szerepelnek, különösen azok, amelyek a Yellowstone forróponton, a Szantorini kalderánál, vagy a Taupo Vulkanikus Övezetben (Új-Zéland) találhatók. A neogén időszak előttről csak egy kis kitörés szerepel.

Jelentősebb ismert kitörések a történelemben és tűzhányó övezetek
BC = I. e.; AD = I. u.; VEI = vulkánkitörési index

## Lista

### Időszámításunk kezdete után
Az alábbi táblázat egy rendezhető összefoglalás 27 jelentősebb kitörésről az elmúlt 2000 évben, ahol a vulkánkitörési index (VEI) érték nagyobb volt 6-nál. A felsorolás nem tartalmazza a bizonytalan időpontokat, a tefra mennyiségeket, valamint a forrásokat.
| Kitörési név vagy kaldera név | Tüzhányó övezet, részterület, vagy forrópont név | VEI érték | Kitörési időpont    | Időjárási hatások (ismert/feltételezett)                                                          | Társadalmi hatások (ismert/feltételezett)                                                                          | Kép |
| ----------------------------- | ------------------------------------------------ | --------- | ------------------- | ------------------------------------------------------------------------------------------------- | --- | --- |
| Pinatubo                      | Luzon tűzhányó övezet Fülöp-szigetek             | 6         | 1991, Jun 15        | A világméretű átlaghőmérséklet 0.4 °C-ot csökkent.                                                | Tízezreket telepítettek ki a környékről, az iszapár több ezer lakóházat és épületet semmisített meg.               |     |
| Novarupta                     | Aleut-hegylánc                                   | 6         | 1912, Jun 6         |                                                                                                   | |     |
| Santa María                   | Central America Volcanic Arc                     | 6         | 1902, Oct 24        |                                                                                                   | |     |
| Krakatau                      | Sunda Arc                                        | 6         | 1883, Aug 26–27     |                                                                                                   | Több, mint 30 000 halott.                                                                                          |     |
| Tambora                       | Kis Szunda szigetek                              | 7         | 1815, Apr 10        | Nyár nélküli év 1816-ban.                                                                         | A gabonatermés tönkrement és élelmiszerhiány alakul ki. Közép-Európából népvándorlás indult meg, főleg kelet felé. |     |
| 1808/1809-as kitörés          | DNy-Csendes-óceán                                | 6         | 1808, Dec           |                                                                                                   | |     |
| Grímsvötn és Laki             | Izland                                           | 6         | 1783-85             |                                                                                                   | |     |
| Long Island (Pápua Új Guinea) | Bismarck Volcanic Arc                            | 6         | 1660                |                                                                                                   | |     |
| Huaynaputina                  | Andok, Central Volcanic Zone                     | 6         | 1600, Feb 19        |                                                                                                   | 1601–1603-as orosz éhínség.                                                                                        |     |
| Billy Mitchell                | Bougainville & Salamon-szk.                      | 6         | 1580                |                                                                                                   | |     |
| Bárðarbunga                   | Izland                                           | 6         | 1477                |                                                                                                   | |     |
| 1465. okt-i kitörés           | ismeretlen                                       | 7         | 1465                | Valószínűleg nagyobb volt, mint a Tambora 1815-ös kitörése.                                       | |     |
| Kuwae                         | New Hebrides Arc (Indiai-óceán)                  | 6         | 1452-53             |                                                                                                   | |     |
| Quilotoa                      | Andok, Northern Volcanic Zone                    | 6         | 1280                |                                                                                                   | |     |
| Szamalasz                     | Rinjani hegy, Lombok, Kis-Szunda-szigetek        | 7         | 1257                | Első lépés a kis jégkorszak kialakulásához, meghosszabbodott telek, nagyobb mennyiségű hó és eső. | Terméscsökkenés, éhínség, nagyarányú lakosságcsökkenés.                                                            |     |
| Pektu-hegy/Tianchi kitörés    | Kína-Észak-Korea határa                          | 7         | 946, Nov-947        |                                                                                                   | |     |
| Katla/Eldgjá kitörés          | Izland                                           | 6         | 934-940             |                                                                                                   | |     |
| Ceboruco                      | Trans-Mexican Volcanic Belt                      | 6         | 930                 |                                                                                                   | |     |
| Dakataua                      | Bismarck Volcanic Arc                            | 6         | 800                 |                                                                                                   | |     |
| Pago                          | Bismarck Volcanic Arc                            | 6         | 710                 |                                                                                                   | |     |
| Mount Churchill               | Kelet-Alaszka, USA                               | 6         | 700                 |                                                                                                   | |     |
| Rabaul Caldera                | Bismarck Volcanic Arc                            | 6         | 540 (becslés)       | Szélsőséges időjárási események.                                                                  | |     |
| Ilopango                      | Central America Volcanic Arc                     | 6         | 450                 |                                                                                                   | |     |
| Ksudach                       | Kamcsatka-fsz.                                   | 6         | 240                 |                                                                                                   | |     |
| Hatepe kitörés Taupo kaldera  | Taupo Tűzhányó Térség Új-Zéland                  | 7         | 180 vagy 230        | Római kori meleg időszak vége, Rómában és Kínában vörös lett az ég.                               | Nomádok vándorlása a sztyeppén, germán törzsek vándorlása dél felé.                                                |     |
| Vezuv/Pompeii kitörés         | Olaszország                                      | 5         | 79                  |                                                                                                   | |     |
| Mount Churchill               | Kelet-Alaszka, USA                               | 6         | 60                  |                                                                                                   | |     |
| Ambrym                        | New Hebrides Arc                                 | 6         | 50                  |                                                                                                   | |     |
| Apoyeque                      | Central America Volcanic Arc                     | 6         | Kr. e. 50 (±100 év) |                                                                                                   | |     |

Megjegyzés: A kaldera nevek gyakran változtak az elmúlt időben. Például: Okataina Caldera, Haroharo Caldera, Haroharo volcanic complex, Tarawera volcanic complex ugyanazon a területen fekszik a Taupo Volcanic területen.  Yellowstone Caldera, Henry's Fork Caldera, Island Park Caldera, Heise Volcanic Field mind a Yellowstone forróponton található, közös a magmájuk.

## További ismeretek
- Tűzhányótevékenység a Földön
- Hatalmas robbanásszerű kitörések
- Egy rejtélyes 13. századi vulkánkitörés nyomai
- A vulkanizmus hatása az éghajlatra

## Fordítás
Ez a szócikk részben vagy egészben  a   Timeline of volcanism on Earth című angol Wikipédia-szócikk ezen változatának fordításán alapul.  Az eredeti cikk szerkesztőit annak laptörténete sorolja fel. Ez a jelzés csupán a megfogalmazás eredetét és a szerzői jogokat jelzi, nem szolgál a cikkben szereplő információk forrásmegjelöléseként.